# Anoreksja gospodarcza
Anoreksja gospodarcza (ang. economic anorexia) – chroniczna niezdolność państwa do konsumpcji swej produkcji. Sytuacja, która prowadzi do nadwyżek eksportu nad importem, zachwiania bilansu handlowego, rozrośniętych zapasów, a ostatecznie załamania gospodarczego.
Termin ten stworzył Richard Katz, który użył go po raz pierwszy w swej książce pt. „The System That Soured” (1998) nt. kryzysu gospodarczego w Japonii w latach 80. XX wieku.
Stan anoreksji gospodarczej charakteryzuje się bardzo wysokim poziomem inwestycji trwałych w państwie oraz anormalnie niskim poziomem wewnętrznej konsumpcji. Przedsiębiorstwa i sektory proeksportowe są silne i rozwijają się w bardzo szybkim tempie, w odróżnieniu od przeżywających kryzys i słabnących sektorów nastawionych na zaspokajanie krajowego popytu.
Problem ten pojawia się w państwach, które do tej pory prowadziły intensywną politykę proeksportową, osiągnęły jednak poziom, na którym dalszy rozwój eksportu w dotychczasowym tempie jest niemożliwy. Aby nie dopuścić zatem do spowolnienia gospodarczego, a nawet kryzysu, rządy tych państw powinny zadbać o wzrost krajowej konsumpcji. Dotychczasową politykę gospodarczą wspierającą eksport powinien zastąpić model gospodarczy, w którym wzrost napędzany będzie przez popyt wewnętrzny. Rząd może przez jakiś czas starać się utrzymywać dotychczasowy poziom wzrostu gospodarczego, np. przeznaczając ogromne środki na inwestycje i wspierając eksport krajowych produktów. Jednakże bez niezbędnych transformacji taka polityka gospodarcza jest nie do utrzymania na dłuższą metę i ostatecznie doprowadzi do załamania gospodarki.
Problem ten dotyczy przede wszystkim krajów Azji Południowo-Wschodniej. Mianem anoreksji gospodarczej określono sytuację w Japonii w latach 80. oraz obecny stan gospodarki Chin, z tym, że w Chinach zjawisko znaczącej przewagi eksportu nad importem występuje w skali nieporównywalnie większej niż kiedykolwiek w Japonii.

## Zjawisko na przykładzie Japonii i Chin
|                            | Inwestycje w środki trwałe | Nadwyżki handlowe | Konsumpcja prywatna |
| -------------------------- | -------------------------- | ----------------- | ------------------- |
| Japonia w latach 80. XX w. | 30% PKB                    | 4,5% PKB          | 58% PKB             |
| Chiny                      | 45% PKB                    | 9% PKB            | 35% PKB             |

Na podstawie danych widać, jak niski jest popyt wewnętrzny w Chinach. Stanowi on zaledwie 35% PKB, w Japonii natomiast nawet w latach największego kryzysu nie spadł on nigdy poniżej 58% PKB. Chiny są zatem ściśle uzależnione od eksportu i zareagują bardzo silnie na wszelkie problemy gospodarcze i spadek konsumpcji na świecie. Spowodować może to kryzys gospodarczy w Chinach, co biorąc pod uwagę ogrom tego państwa, wpłynie na gospodarkę globalną.
Zjawisko anoreksji gospodarczej w Chinach i zwlekanie rządu chińskiego z przeprowadzeniem niezbędnych transformacji stanowi więc zagrożenie dla gospodarek na całym świecie.